# Калише (Камник)
Калише (словен. Kališe) — поселення в общині Камник, Осреднєсловенський регіон, Словенія. Висота над рівнем моря: 924,4 м.